# Mont-Dore (Puy-de-Dôme)
Cet article concerne la commune du Puy-de-Dôme. Pour les autres significations, voir Mont-Dore.
Ne doit pas être confondu avec Le Mont-Dore (station de sports d'hiver).
Mont-Dore (nom officiel), très souvent appelée Le Mont-Dore (notamment sur la totalité des panneaux de signalisation routière, ainsi que sur la majorité des enseignes de la ville), est une commune française située dans le département du Puy-de-Dôme, en région Auvergne-Rhône-Alpes.
Ses habitants sont appelés les Montdoriens et les Montdoriennes ou les Mont-Doriens et les Mont-Doriennes.

## Géographie

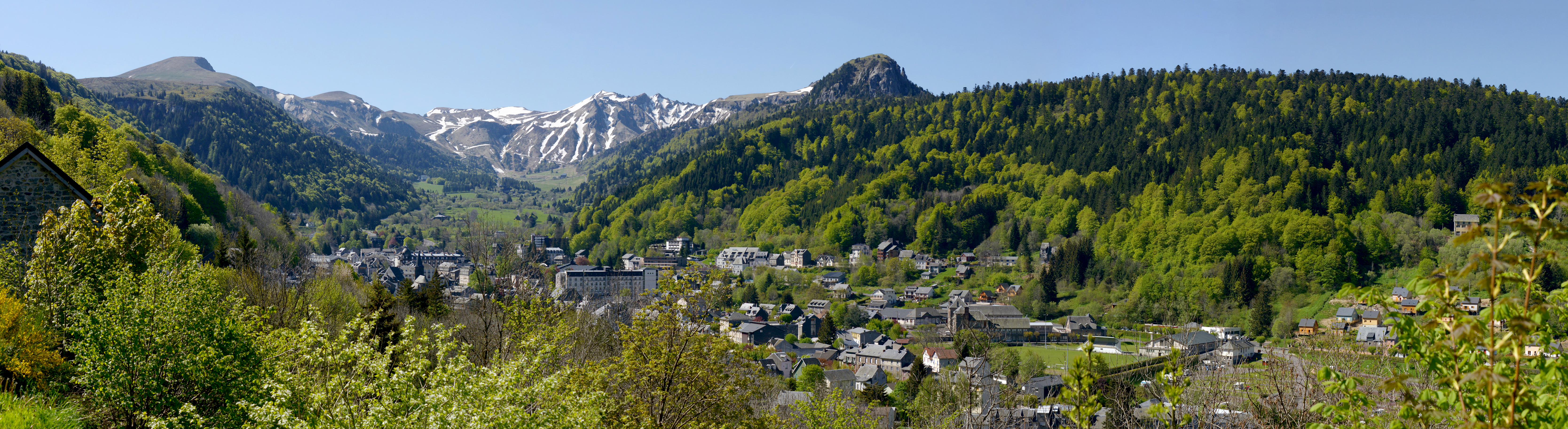
Vue sur la vallée.

### Localisation
Située à une altitude de 1 050 m, elle est entourée de volcans parmi lesquels le puy de Sancy, point culminant du Massif central. Sur les flancs du puy de Sancy, deux torrents, la Dore (à ne pas confondre avec la Dore, affluent de l'Allier) et la Dogne se rejoignent pour former la Dordogne.
Huit communes sont limitrophes (neuf en incluant le quadripoint avec Laqueuille) :
| Laqueuille (quadripoint)     | Perpezat Orcival | Saulzet-le-Froid |
| Murat-le-Quaire La Bourboule | Mont-Dore        | Chambon-sur-Lac  |
| La Tour-d'Auvergne Chastreix |                  |                  |

### Hydrographie
La commune est traversée par la Dordogne, qui y prend sa source.

### Voies de communication et transports

#### Voies routières
La desserte du Mont-Dore a été facilitée par l'arrivée de l'autoroute A89 en provenance de Bordeaux et Ussel depuis 2000 et vers Clermont-Ferrand depuis 2006, par la sortie 25, suppléant l'ancienne route nationale 89 désormais déclassée en départementale 2089.
Les routes départementales suivantes traversent la commune :
- la D 996 est la principale route d'accès en venant d'Issoire par le col de la Croix-Morand ou de La Bourboule via le lieu-dit le Genestoux ;
- la D 130 permet aussi de rejoindre La Bourboule en longeant la voie ferrée ;
- la D 983 de Clermont-Ferrand par le lac de Guéry et le col du même nom ;
- la D 36 depuis Besse-et-Saint-Anastaise par le col de la Croix Saint-Robert (fermeture hivernale) ;
- la D 645 depuis La Tour-d'Auvergne.

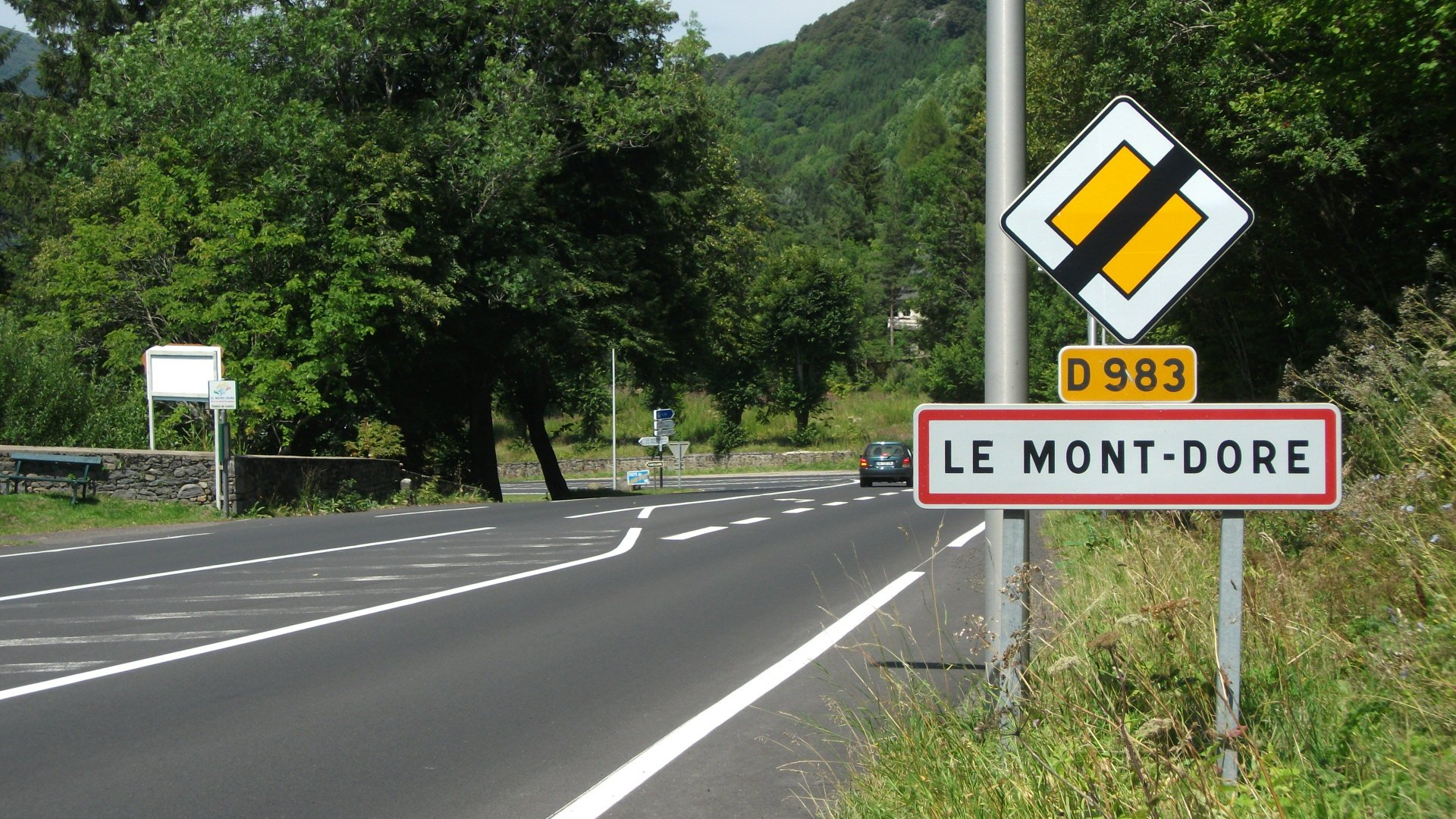
La RD 983 en direction du centre-ville, en provenance de la station.
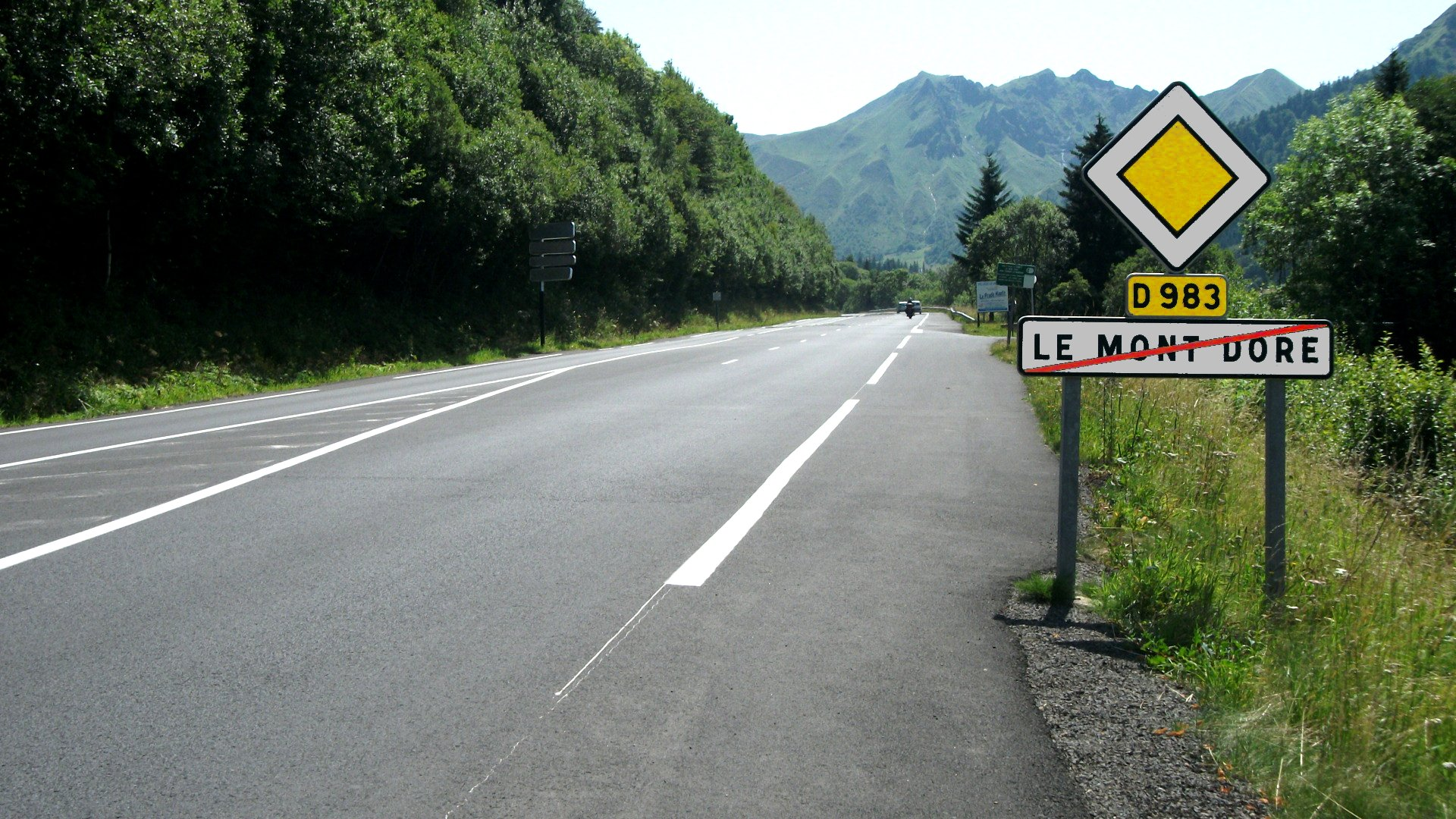
La RD 983 en direction de la station.
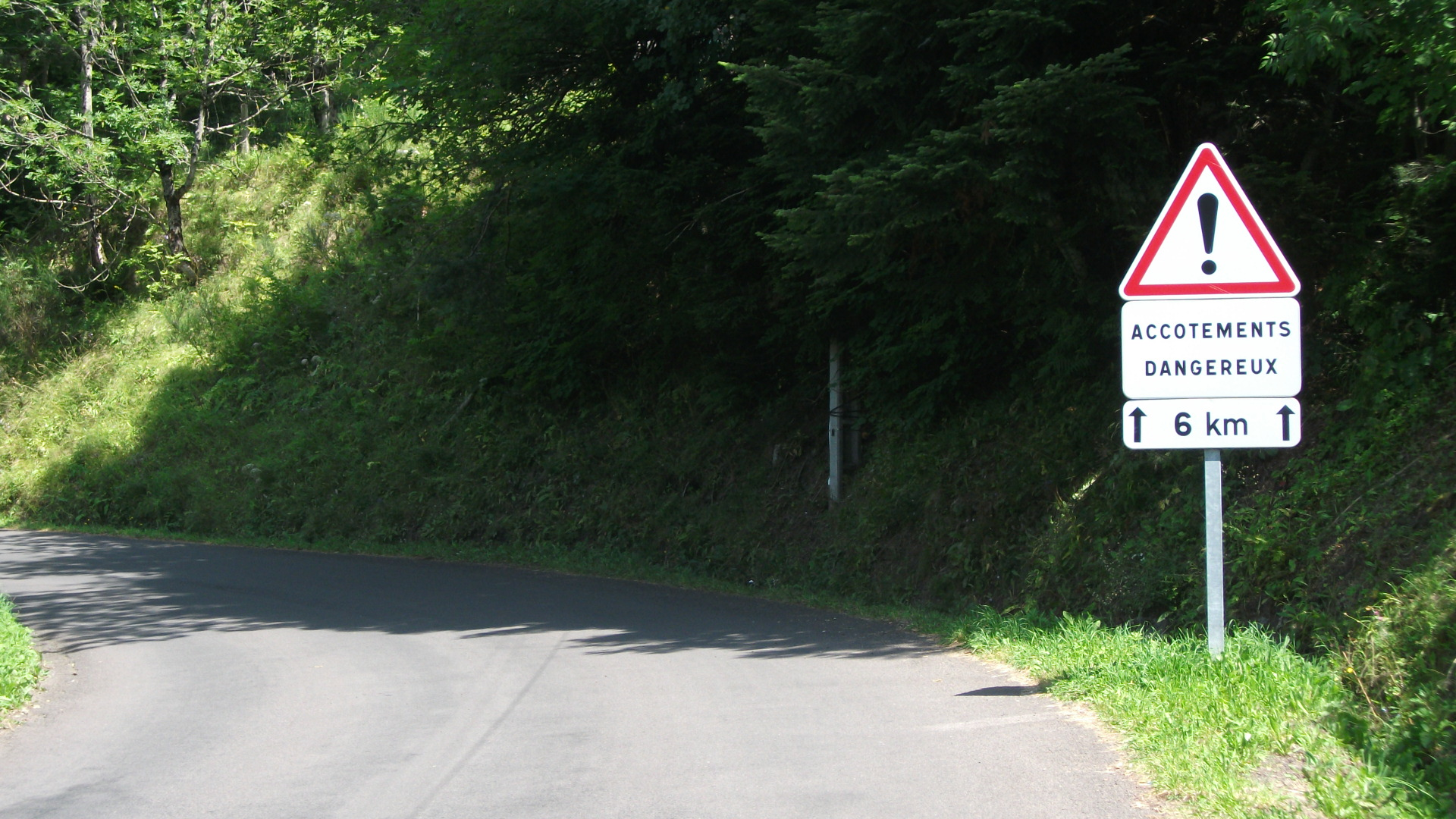
La RD 36 en direction de Besse.

#### Transports routier
Le Mont-Dore est desservi par la ligne 45 du réseau Transdôme reliant La Bourboule à la station du Grand Sancy, en été (de juin à août) et en hiver (de décembre à mars), sept jours sur sept. Cette desserte ne permet pas de correspondances avec la capitale régionale ; en contrepartie, la région assure des liaisons directes entre ces deux communes, de gare à gare.

#### Transport ferroviaire
La gare du Mont-Dore était accessible par des rames TER Auvergne en provenance ou à destination de Clermont-Ferrand, mais la desserte par voie ferrée s'est arrêtée en raison de problèmes de shuntage du matériel assuré par des X 73500 assurant cet aller-retour. Depuis le 2 novembre 2015, la desserte est remplacée par des autocars TER Auvergne. La gare en cul-de-sac sur la ligne de Laqueuille au Mont-Dore est à voie unique. Le 1er janvier 2023, la ligne de cars TER est à son tour remplacée par la ligne P46 des Cars Région.

#### Par voie aérienne
L'aéroport de Clermont-Ferrand-Auvergne est à 60 km par la route.

### Climat
Pour des articles plus généraux, voir Climat d'Auvergne-Rhône-Alpes et Climat du Puy-de-Dôme.
En 2010, le climat de la commune est de type climat de montagne, selon une étude du Centre national de la recherche scientifique s'appuyant sur une série de données couvrant la période 1971-2000. En 2020, Météo-France publie une typologie des climats de la France métropolitaine dans laquelle la commune est exposée à un climat de montagne ou de marges de montagne et est dans la région climatique Ouest et nord-ouest du Massif Central, caractérisée par une pluviométrie annuelle de 900 à 1 500 mm, maximale en automne et en hiver.
Pour la période 1971-2000, la température annuelle moyenne est de 7,3 °C, avec une amplitude thermique annuelle de 14,2 °C. Le cumul annuel moyen de précipitations est de 1 482 mm, avec 13,6 jours de précipitations en janvier et 9,5 jours en juillet. Pour la période 1991-2020, la température moyenne annuelle observée sur la station météorologique installée sur la commune est de 8,2 °C et le cumul annuel moyen de précipitations est de 1 783,3 mm,. Pour l'avenir, les paramètres climatiques de la commune estimés pour 2050 selon différents scénarios d'émission de gaz à effet de serre sont consultables sur un site dédié publié par Météo-France en novembre 2022.
| Mois                                  | jan.             | fév.             | mars           | avril            | mai             | juin          | jui.          | août          | sep.            | oct.          | nov.             | déc.             | année      |
| ------------------------------------- | ---------------- | ---------------- | -------------- | ---------------- | --------------- | ------------- | ------------- | ------------- | --------------- | ------------- | ---------------- | ---------------- | ---------- |
| Température minimale moyenne (°C)     | −2,2             | −2,5             | −0,1           | 2,2              | 5,5             | 8,6           | 10,2          | 10,1          | 7               | 4,6           | 0,9              | −1,3             | 3,6        |
| Température moyenne (°C)              | 1,2              | 1,4              | 4,3            | 6,9              | 10,6            | 14,1          | 16,1          | 16            | 12,3            | 9,1           | 4,4              | 2                | 8,2        |
| Température maximale moyenne (°C)     | 4,7              | 5,3              | 8,7            | 11,6             | 15,8            | 19,6          | 21,9          | 21,9          | 17,7            | 13,6          | 8                | 5,2              | 12,8       |
| Record de froid (°C) date du record   | −21,5 12.01.1987 | −23,8 11.02.1956 | −17,2 01.03.05 | −10,4 11.04.1973 | −3,5 04.05.1979 | −2 02.06.1975 | 1,6 17.07.00  | 1 30.08.1986  | −2,2 22.09.1977 | −7,9 25.10.03 | −12,9 27.11.1985 | −18,8 24.12.1962 | −23,8 1956 |
| Record de chaleur (°C) date du record | 17,6 30.01.02    | 23,4 29.02.1960  | 22,6 17.03.04  | 25,8 30.04.05    | 28,8 22.05.22   | 36 26.06.19   | 34,5 31.07.20 | 34,8 12.08.03 | 29,1 10.09.11   | 25,7 12.10.01 | 21,5 08.11.15    | 18,7 29.12.1983  | 36 2019    |
| Précipitations (mm)                   | 161,3            | 145,7            | 139,7          | 153,5            | 152,9           | 124,6         | 119,2         | 111           | 132             | 152           | 195,6            | 195,8            | 1 783,3    |

## Urbanisme

### Typologie
Au 1er janvier 2024, Mont-Dore est catégorisée commune rurale à habitat dispersé, selon la nouvelle grille communale de densité à sept niveaux définie par l'Insee en 2022.
Elle est située hors unité urbaine et hors attraction des villes,.

### Occupation des sols
L'occupation des sols de la commune, telle qu'elle ressort de la base de données européenne d’occupation biophysique des sols Corine Land Cover (CLC), est marquée par l'importance des forêts et milieux semi-naturels (83 % en 2018), une proportion sensiblement équivalente à celle de 1990 (83,3 %). La répartition détaillée en 2018 est la suivante : forêts (46,4 %), milieux à végétation arbustive et/ou herbacée (36,6 %), prairies (12,5 %), zones urbanisées (3,7 %), eaux continentales (0,6 %), espaces verts artificialisés, non agricoles (0,2 %). L'évolution de l’occupation des sols de la commune et de ses infrastructures peut être observée sur les différentes représentations cartographiques du territoire : la carte de Cassini (XVIIIe siècle), la carte d'état-major (1820-1866) et les cartes ou photos aériennes de l'IGN pour la période actuelle (1950 à aujourd'hui).

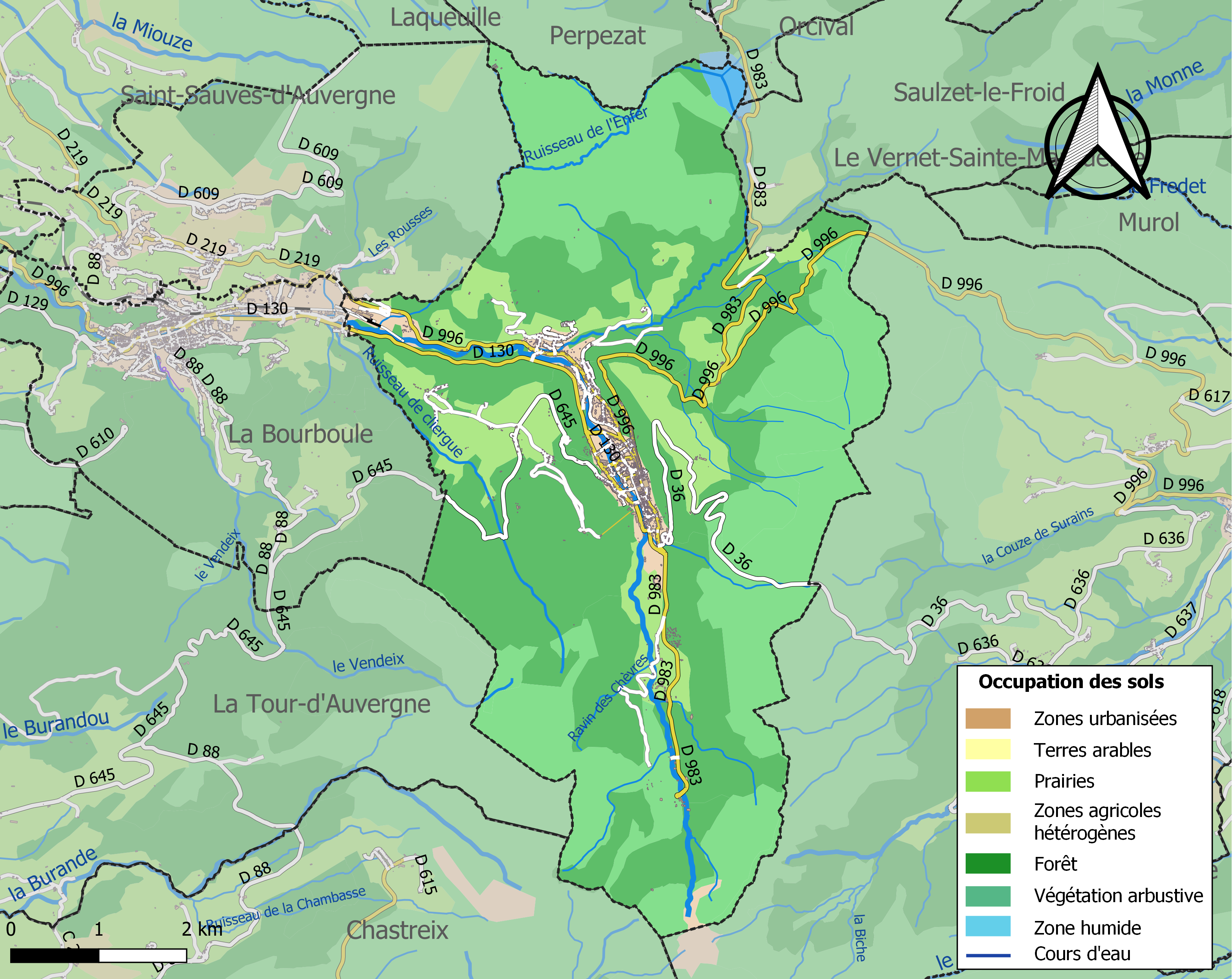
Carte des infrastructures et de l'occupation des sols de la commune en 2018 (CLC).

### Logement
En 2011, la commune comptait 2 630 logements, contre 2 788 en 2006. Parmi ces logements, la majorité étaient des résidences secondaires (58,1 %). Les résidences principales ne concernent que près d'un quart de ces logements ; les logements vacants représentent une part de 17,2 %. Ces logements étaient pour 29,7 % d'entre eux des maisons individuelles et pour 69,7 % des appartements.
La proportion des résidences principales, propriétés de leurs occupants était de 58,2 %, en hausse sensible par rapport à 2006 (54,5 %). La part de logements HLM loués vides était de 11,6 % (contre 10,5 %).

## Toponymie
Au cours de la période révolutionnaire de la Convention nationale (1792-1795), la commune a porté le nom de Les Bains-du-Montdor.
En auvergnat, la langue régionale autrefois parlée localement, la ville porte deux noms : Moun-Dor pour la première et Boen pour la seconde en écriture auvergnate unifiée / Boens en graphie classique.

## Histoire

### Préhistoire et protohistoire
Des archéologues ont découvert les restes d'un bassin en madrier de sapin sous les constructions des thermes romains, attestant l'occupation des lieux et l'exploitation des sources par les Celtes, plusieurs siècles avant l'occupation romaine. Il s'agit cependant du seul vestige permettant d'attester une présence avant l'époque romaine.

### Époque romaine
Les vestiges des thermes antiques du Mont-Dore sont décrits pour la première fois en 1575 par M. Chaduc. Les travaux de construction du nouveau bâtiment thermal en 1807 permettront de mettre au jour l'ensemble des vestiges de l'établissement thermal gallo-romain avec une grande quantité de mobilier ainsi que de nombreux éléments architectoniques.
Plusieurs travaux de construction ont également permis de dégager les vestiges du temple, dénommé Panthéon dans la bibliographie, à l'avant des thermes antiques. Les premières découvertes datent de 1824.
En 1922, lors de la démolition des Pradets, une cruche décorée à la molette contenant des ossements humains a été retrouvée, signe qu'il doit exister une nécropole sur la rive droite de la Dordogne.
En 1995, le diagnostic archéologique mené lors de la construction de la maison de retraite, place Charles-de-Gaulle, a permis de mettre au jour des traces d'occupation antique : sol en terre battue recouvert par des niveaux d'épandage de tegulae avec des tessons de poteries commune et des fragments de verre.
Déjà mentionnée comme une possible ville romaine dans les années 1930, le Mont Dore a été identifié en tant que tel dès les années 1990 puis dans les années 2000. Bien que les connaissances sur l'agglomération antique du Mont-Dore se limitent actuellement aux thermes et au lieu de culte associé, une étude portant sur les agglomérations romaines à l'échelle du Massif central a confirmé que les découvertes anciennes et récentes ne laissent aucun doute sur la présence d'une telle occupation gallo-romaine même si les données demeurent insuffisantes pour en établir la morphologie.

### XIXesiècle

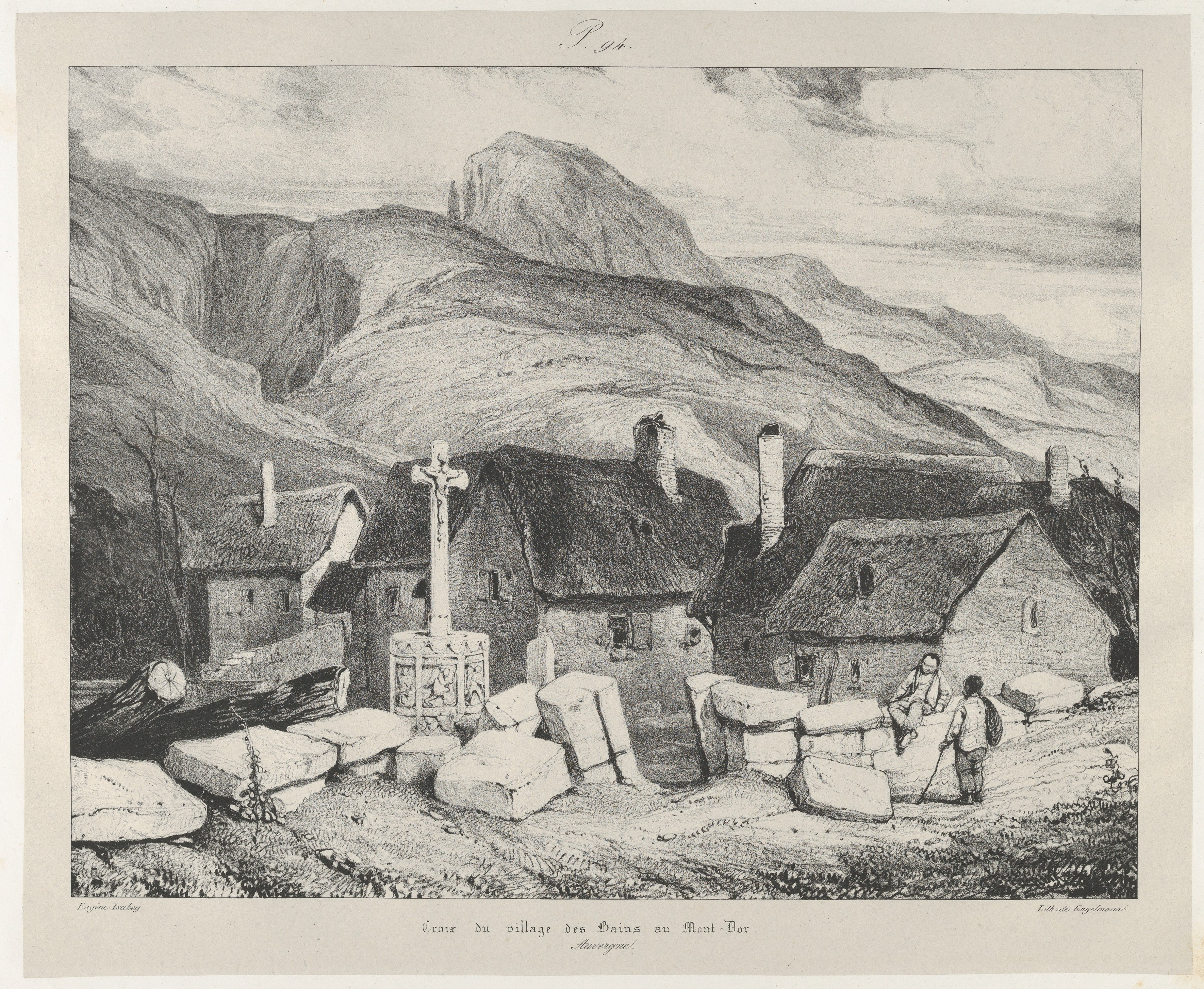
Eugène Isabey : Croix dans la station thermale du Mont-Dore (1831, Metropolitan Museum of Art).
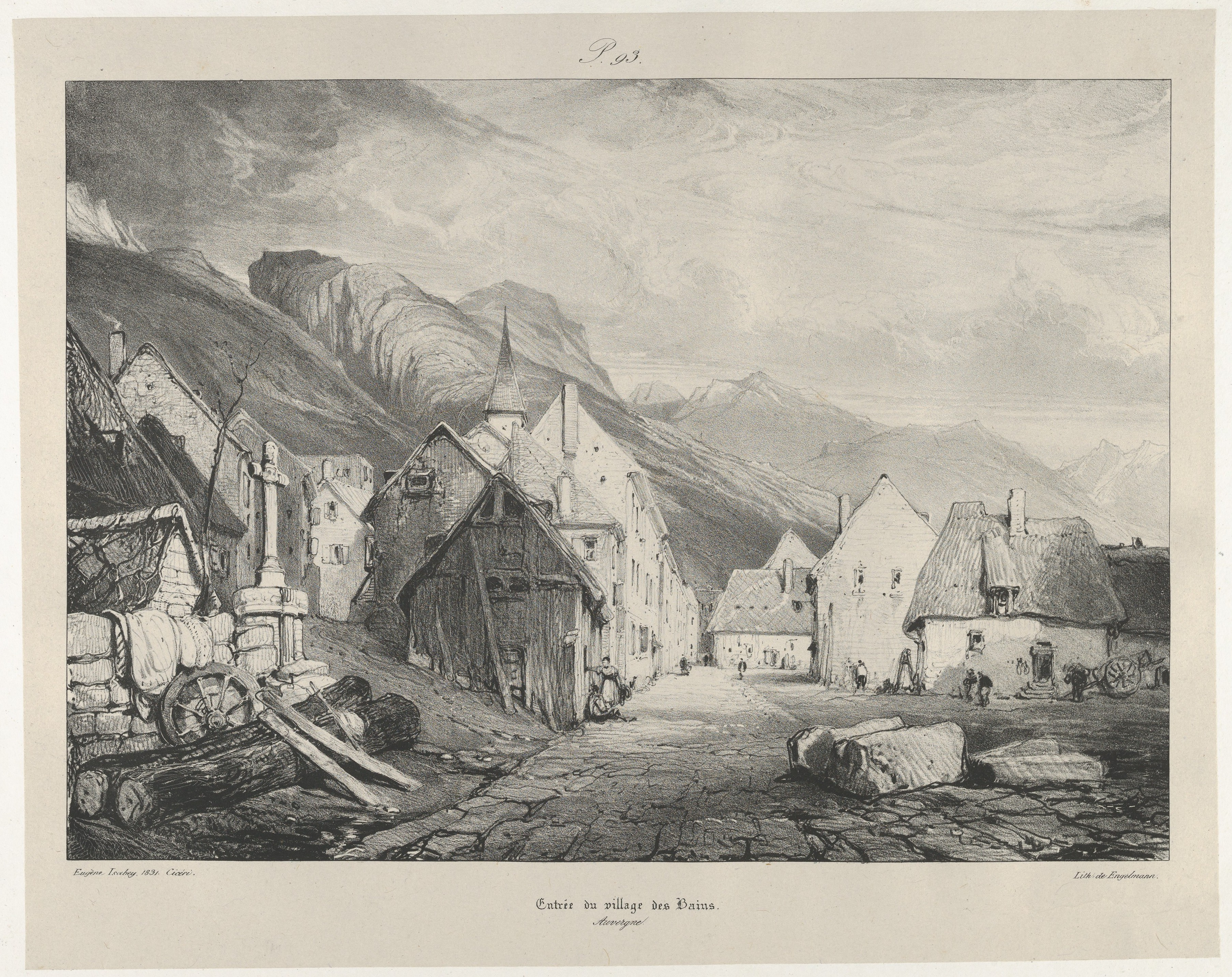
Eugène Isabey : Entrée dans le village des Bains [Le Mont-Dore] (1831, Metropolitan Museum of Art).

## Politique et administration

### Découpage territorial
La commune du Mont-Dore est le siège de la communauté de communes du Massif du Sancy, un établissement public de coopération intercommunale (EPCI) à fiscalité propre créé le 10 décembre 1999. Ce dernier est par ailleurs membre d'autres groupements intercommunaux.
Sur le plan administratif, elle est rattachée à l'arrondissement d'Issoire depuis 2017, à la circonscription administrative de l'État du Puy-de-Dôme et à la région Auvergne-Rhône-Alpes. Jusqu'en mars 2015, elle faisait partie du canton de Rochefort-Montagne.
Sur le plan électoral, elle dépend du canton du Sancy pour l'élection des conseillers départementaux, depuis le redécoupage cantonal de 2014 entré en vigueur en 2015, et de la troisième circonscription du Puy-de-Dôme pour les élections législatives, depuis le dernier découpage électoral de 2010.

### Élections municipales et communautaires

#### Élections de 2020
Le conseil municipal du Mont-Dore, commune de plus de 1 000 habitants, est élu au scrutin proportionnel de liste à deux tours (sans aucune modification possible de la liste), pour un mandat de six ans renouvelable. Compte tenu de la population communale, le nombre de sièges à pourvoir lors des élections municipales de 2020 est de 15. Lors du premier tour, tenu le 15 mars 2020, aucun candidat n'a été élu. Les quinze conseillers municipaux sont élus au second tour, qui se tient le 28 juin 2020 du fait de la pandémie de Covid-19, avec un taux de participation de 69,30 %, se répartissant en : douze sièges issus de la liste de Sébastien Dubourg et trois sièges issus de la liste de Séverine Monestier.
Les cinq sièges attribués à la commune au sein du conseil communautaire de la communauté de communes du Massif du Sancy se répartissent en : quatre sièges issus de la liste de Sébastien Dubourg et un siège issu de la liste de Séverine Monestier.

#### Chronologie des maires
| Période                                  | Période      | Identité                | Étiquette   | Qualité |
| ---------------------------------------- | ------------ | ----------------------- | ----------- | --- |
| Les données manquantes sont à compléter. |              |                         |             | |
| 17XX                                     | 17XX         | Léger Boyer             |             | |
| 1945                                     | 1950         | Georges-Constant Lagaye |             | |
| mars 1983                                | mars 1989    | Jean-Michel Frénial     |             | Médecin |
| 1994                                     | mars 2001    | Michèle Mabru           |             | |
| mars 2001                                | juillet 2020 | Jean-François Dubourg   | UMP puis LR | Chirurgien-dentiste, chevalier de la Légion d'honneur, 2e vice-président de la communauté de communes du Massif du Sancy |
| juillet 2020                             | En cours     | Sébastien Dubourg       | LR          | Hôtelier |

## Population et société

### Démographie

#### Évolution démographique
L'évolution du nombre d'habitants est connue à travers les recensements de la population effectués dans la commune depuis 1793. Pour les communes de moins de 10 000 habitants, une enquête de recensement portant sur toute la population est réalisée tous les cinq ans, les populations de référence des années intermédiaires étant quant à elles estimées par interpolation ou extrapolation. Pour la commune, le premier recensement exhaustif entrant dans le cadre du nouveau dispositif a été réalisé en 2007.

En 2022, la commune comptait 1 200 habitants, en évolution de −7,9 % par rapport à 2016 (Puy-de-Dôme : +2,1 %, France hors Mayotte : +2,11 %).
| 1793 | 1800 | 1806 | 1821 | 1831  | 1836  | 1841  | 1846  | 1851  |
| ---- | ---- | ---- | ---- | ----- | ----- | ----- | ----- | ----- |
| 656  | 741  | 745  | 850  | 1 010 | 1 065 | 1 061 | 1 141 | 1 011 |

| 1856  | 1861  | 1866  | 1872  | 1876  | 1881  | 1886  | 1891  | 1896  |
| ----- | ----- | ----- | ----- | ----- | ----- | ----- | ----- | ----- |
| 1 055 | 1 195 | 1 193 | 1 248 | 1 308 | 1 438 | 1 795 | 1 758 | 1 866 |

| 1901  | 1906  | 1911  | 1921  | 1926  | 1931  | 1936  | 1946  | 1954  |
| ----- | ----- | ----- | ----- | ----- | ----- | ----- | ----- | ----- |
| 2 092 | 2 089 | 2 125 | 2 003 | 2 158 | 2 629 | 2 703 | 2 652 | 2 511 |

| 1962  | 1968  | 1975  | 1982  | 1990  | 1999  | 2006  | 2007  | 2012  |
| ----- | ----- | ----- | ----- | ----- | ----- | ----- | ----- | ----- |
| 2 135 | 2 243 | 2 216 | 2 329 | 1 975 | 1 682 | 1 464 | 1 427 | 1 329 |

| 2017  | 2022  | - | - | - | - | - | - | - |
| ----- | ----- | - | - | - | - | - | - | - |
| 1 278 | 1 200 | - | - | - | - | - | - | - |

Sur la période 1999-2006, la baisse de la population est justifiée par des soldes naturel et migratoire négatifs (respectivement 2 % et -0,6 %. Le taux de natalité relevé était de 7,6 ‰ et celui de mortalité de 13,9 ‰. La période 2006-2011 a enregistré un taux de mortalité plus élevé (16,3 ‰).

#### Pyramide des âges
La population de la commune est relativement âgée.
En 2018, le taux de personnes d'un âge inférieur à 30 ans s'élève à 24,1 %, soit en dessous de la moyenne départementale (34,2 %). À l'inverse, le taux de personnes d'âge supérieur à 60 ans est de 38,8 % la même année, alors qu'il est de 27,9 % au niveau départemental.
En 2018, la commune comptait 580 hommes pour 700 femmes, soit un taux de 54,69 % de femmes, largement supérieur au taux départemental (51,59 %).
Les pyramides des âges de la commune et du département s'établissent comme suit.
| Hommes | Classe d’âge | Femmes |
| ------ | ------------ | ------ |
| 0,9    | 90 ou +      | 5,0    |
| 7,3    | 75-89 ans    | 16,8   |
| 24,1   | 60-74 ans    | 22,4   |
| 25,4   | 45-59 ans    | 22,1   |
| 14,1   | 30-44 ans    | 13,0   |
| 13,5   | 15-29 ans    | 9,6    |
| 14,7   | 0-14 ans     | 11,2   |

| Hommes | Classe d’âge | Femmes |
| ------ | ------------ | ------ |
| 0,7    | 90 ou +      | 2,1    |
| 7,4    | 75-89 ans    | 10,2   |
| 17,7   | 60-74 ans    | 18,6   |
| 20,2   | 45-59 ans    | 19,2   |
| 18,4   | 30-44 ans    | 17,4   |
| 18,6   | 15-29 ans    | 17,2   |
| 17     | 0-14 ans     | 15,3   |

### Enseignement
Le Mont-Dore dépend de l'académie de Clermont-Ferrand. Elle gère une école élémentaire publique (du Sancy). L'école élémentaire privée (Saint-Joseph) a fermé en 2016.
Les élèves poursuivent leur scolarité au collège Marcel-Bony de Murat-le-Quaire, puis à Clermont-Ferrand, au lycée Ambroise-Brugière pour les filières générales et STMG, ou au lycée La-Fayette pour la filière STI2D.

### Manifestations culturelles et festivités
Depuis 1989 a lieu en février le Sancy Snow Jazz qui se déroule principalement au Mont-Dore. D'une durée de huit jours, le festival programme une cinquantaine de concerts qui mettent en avant le jazz classique, le new orleans et le swing entre autres.
Depuis 2007 a lieu en septembre, le Volcanic Blues Festival qui se déroule sur quatre jours.
Depuis 2011 a lieu en juillet le Retro Rockin' Festival, consacré au rock 'n' roll.

### Santé
Quelques pharmacies sont présentes sur le terrain mais c'est la station thermale du Mont-Dore qui reste l'établissement de Santé le plus connu du grand public, notamment pour les vertus curatives de ses sources (Rhumatologie, voies respiratoire). Les premiers Thermes datant pourtant de l'époque Celtique, Ce sont les romains qui ont réellement développés l'architecture de véritables bains publics au Mont Dore Pendant la période gallo-romaine. (Bien sur, la station actuelle a été construite entre 1817 et 1823 avec des moyens et une technologie moderne, mais tout en gardant un style d'architecture romane :  Peintures, mosaïques et fresques polychromes, datant pour certaines du XIXe siècle (donc relativement récente), charpente métallique à la Gustave Eiffel, vastes salles aux plafonds peints, coupoles, marbres, ruines romaines, sculptures)

### Sports
Le Mont-Dore possède une école de ski et un club de ski. Un derby de ski se déroule également toutes les mi mars.
Une équipe de hockey sur glace.
Le 29 octobre 2024, le parcours du Tour de France 2025 a été dévoilé, et comprend une étape située en intégralité dans le département du Puy-de-Dôme, avec une arrivée au pied de la station du Sancy. Si Le Mont-Dore a déjà été ville de passage d'éditions précédentes du Tour de France, elle devient pour la première fois ville-étape en 2025,.
- Course de côte du Mont-Dore

### Médias
- Presse écrite : La Montagne, Le Capucin bavard
- Radio : France Bleu Pays d'Auvergne

## Économie
Le Mont-Dore compte notamment sur son territoire plusieurs sources (dont la source dite de la Montille à 1 220 m d'altitude) qui sont exploitées pour la production de l'eau de source du Mont-Dore, commercialisée en France. La société « Sources du Mont-Dore en Auvergne » (SMDA) produisait 150 millions de litres en 2010.

### Revenus de la population et fiscalité
En 2011, le revenu fiscal médian par ménage s'élevait à 23 319 euros, ce qui plaçait le Mont-Dore au 27 440e rang des communes de plus de 49 ménages en métropole.
En 2011, sur les 902 foyers fiscaux existants, 45,6 % n'étaient pas imposables.

### Emploi
En 2011, la population âgée de 15 à 64 ans s'élevait à 822 personnes, parmi lesquelles on comptait 79,1 % d'actifs dont 72,9 % ayant un emploi et 6,2 % de chômeurs.
On comptait 1 111 emplois dans la zone d'emploi. Le nombre d'actifs ayant un emploi résidant dans la zone étant de 611, l'indicateur de concentration d'emploi est de 181,9 %, ce qui signifie que la commune offre plus d'un emploi par habitant actif.
438 des 611 personnes âgées de 15 ans ou plus (soit 71,7 %) sont des salariés. La majorité des actifs (86,9 %) travaillent dans la commune de résidence et seulement 12 % travaillent en dehors de la commune tout en restant dans le même département.

### Entreprises
Au 1er janvier 2013, le Mont-Dore comptait 228 entreprises : 9 dans l'industrie, 19 dans la construction, 166 dans le commerce, les transports et les services divers et 34 dans le secteur administratif, ainsi que 281 établissements.

### Agriculture
Au recensement agricole de 2010, la commune comptait cinq exploitations agricoles. Ce nombre est en nette diminution par rapport à 1988 (13) (les chiffres de 2000 ne sont pas diffusés pour cause de secret statistique). La superficie agricole utilisée sur ces exploitations est de 229 hectares en 2010.

### Tourisme
Le Mont-Dore vit du tourisme. Il existait 19 hôtels classés entre zéro et quatre étoiles au 1er janvier 2014. Ces hôtels comptabilisent 505 chambres. La majorité de ces hôtels étaient classés deux étoiles et on les trouve principalement au pied de la station du Sancy ou en centre-ville.
Elle possède également quatre campings (3 étoiles : L'Esquiladou ; 2 étoiles : La Grande Cascade, La Plage Verte et Les Crouzets), totalisant 336 emplacements, ainsi qu'une résidence de tourisme (65 places lit), deux villages vacances (670 places lit) et un autre hébergement collectif de 106 places lit.
Fin février 2020 le conseil d'administration de la société des Remontées mécaniques demande son placement en redressement judiciaire.

## Culture locale et patrimoine

### Lieux et monuments

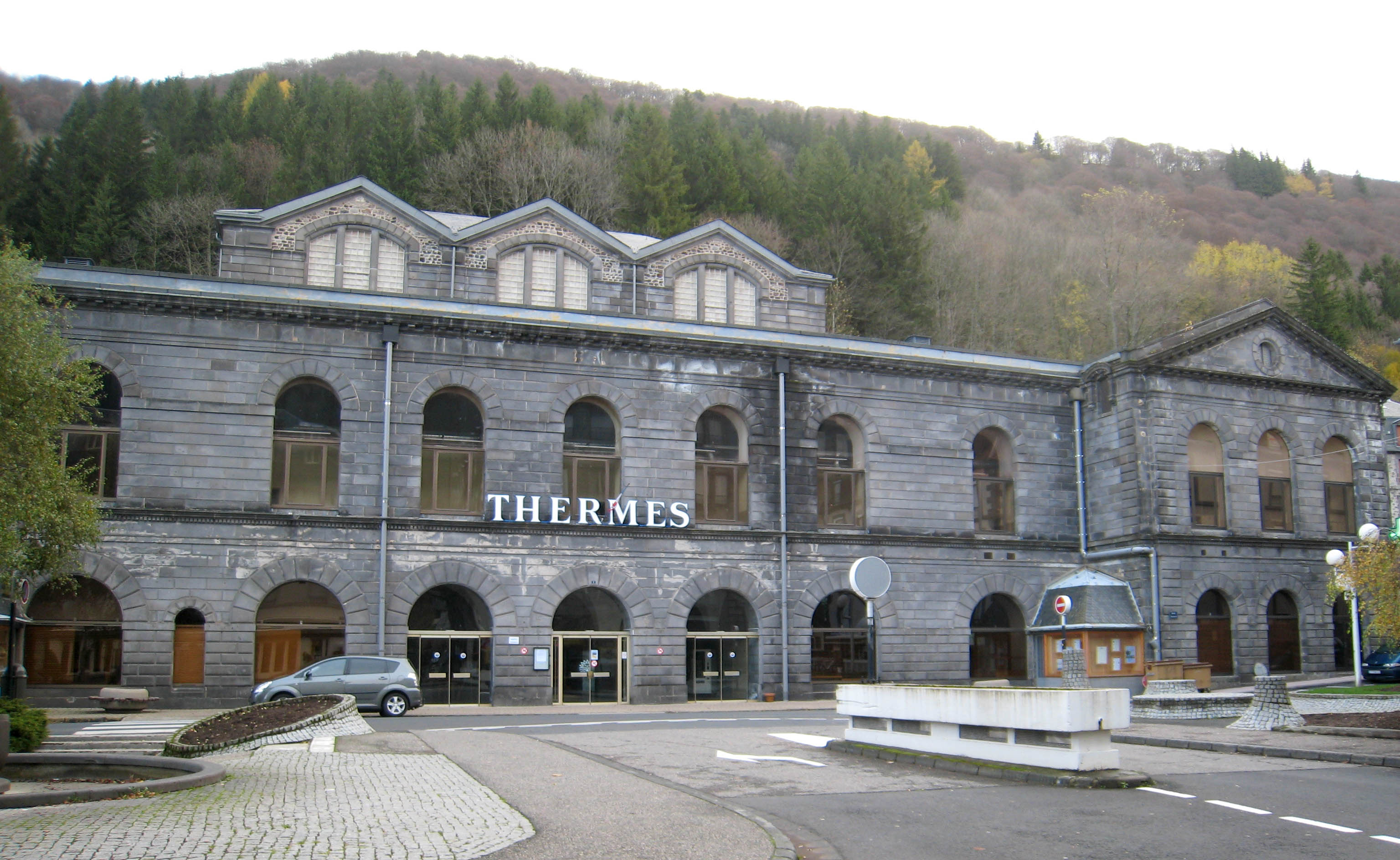
Façade en doréite des thermes du Mont-Dore.

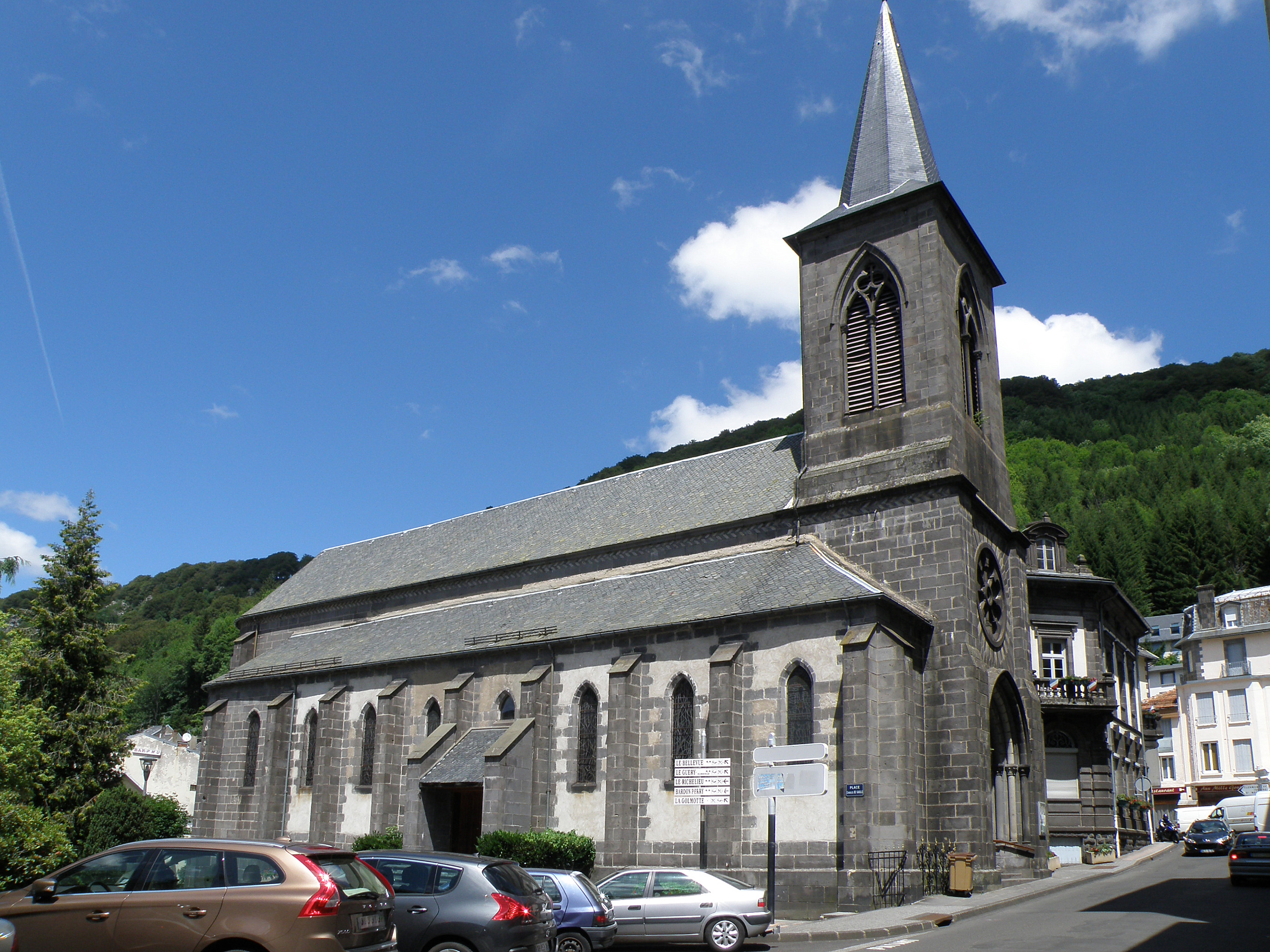
L'église Saint-Pardoux.

- Le funiculaire du Capucin est le plus ancien funiculaire à traction électrique de France. Inauguré en 1898 et inscrit au titre des Monuments historiques.
- La construction des thermes du Mont-Dore, de 1817 à 1823, est confiée à l'architecte Louis-Charles Ledru. De style néo-byzantin, ils sont agrandis et modernisés depuis. La décoration intérieure comporte de multiples références à l'architecture romaine, byzantine et à l'art roman auvergnat. Ils sont considérés comme les plus vastes d'Europe. Le hall des Sources (dont la charpente métallique est due à Gustave Eiffel) et la salle des pas perdus du premier étage sont les deux merveilles à visiter. Le peintre Roger Forissier y réalise en 1975 une peinture murale inaugurée par le président Valéry Giscard d'Estaing. Chaque mois de février a lieu, en ses murs, le SAFE (Salon d'Art Fantastique Européen), où exposent des peintres de renommée internationale issus du mouvement dalinien.
- Le Palace Sarciron, aujourd’hui résidence privée, face aux thermes, est l'un des derniers témoins muets de l'époque florissante du thermalisme montdorien. Œuvre de l'architecte clermontois Louis Jarrier, il ouvrit ses portes en juin 1907. Fréquenté par le gotha européen, les princes d'Asie, les grandes familles d'industriels et banquiers et les artistes, il était doté de 300 chambres et suites où travaillaient plus de 200 employés. Le Sarciron fut longtemps considéré comme l'un des cinq plus grands palaces de France jusqu'à sa fermeture en 1953.
- Le lac de Guéry est le plus haut lac d'Auvergne perché à 1 247 m, situé à 9 km du Mont-Dore en direction de Clermont-Ferrand. Il est connu pour être le seul lac d'Europe occidentale où est pratiquée la pêche sur glace dite pêche au trou ou à l'esquimau. Quand la couche de glace est suffisante, dès l'ouverture (généralement second week-end de mars), les pêcheurs creusent un trou dans celle-ci, jettent leurs lignes et n'ont plus qu'à attendre le bon vouloir des truites et autres brochets. Cette manifestation, gérée par la société des pêcheurs à la ligne du Mont-Dore, attire chaque année des milliers d'aficionados de l'épuisette. À noter que même sans glace, la pêche a également lieu.
- Le puy de Sancy est à 1 885 mètres le point culminant du Massif Central. Il est sur le territoire de la commune du Mont-Dore et c'est là que se trouvent les sources de la Dordogne. Haut lieu touristique de l'Auvergne, cet ancien volcan, qui se couvre de neige chaque hiver, propose un choix considérable de chemins et sentiers de randonnées accessibles au plus grand nombre. Il est le domaine de nombreuses et très rares variétés de plantes et d'insectes (notamment papillons). Mouflons, chamois, marmottes, aigles l'ont choisi comme domaine. On peut également accéder au sommet du Sancy où se trouve une très belle table d'orientation, par deux téléphériques.
- L'église Saint-Pardoux, imaginée par l'architecte Aymon Mallay en 1852, inaugurée en 1855 et agrandie en 1886, présente un mélange de styles néo-gothique et néo-roman. Cette église est classée "hors normes". Son entrée est située plein Nord et non pas à l'Est comme traditionnellement, et elle n'est pas construite en forme de croix. Elle date de la fin du XIXe siècle[49].
- Les cascades du Mont-Dore : Grande cascade, cascade du Saut du Loup, cascade du Queureuilh, cascade du Rossignolet. Accessibles par chemin de randonnée.

### Équipements

#### Station de ski
La station de ski du Mont-Dore est située sur le versant nord du Puy de Sancy. Elle est reliée à la station de ski du Super-Besse sur le versant sud. La station est la troisième créée en France après Mongenevre et Chamonix. Elle ouvrit ses premières pistes (dotée de deux remonte-pentes et d'un téléphérique) en 1936 grâce aux investissements de Dieudonné Costes, le célèbre aviateur qui traversa pour la première fois l'Atlantique d'est en ouest avec Maurice Bellonte à bord de leur avion Le Point d'Interrogation. Appelée Les Champs de Neige de Paris, le Mont-Dore devint tout de suite une station à la mode très fréquentée par la jet-set du moment tels les acteurs, Roland Toutain, Gaby Morlay, la romancière Colette, Coco Chanel et bien d'autres. Devenue depuis une station familiale, et souvent classée comme la plus enneigée de France, elle attire chaque hiver des milliers de skieurs de tous âges sur ses pistes reliées à l'autre versant à la station de Super-Besse et formant ensemble le domaine du Grand Sancy (avec notamment près de 500 km de pistes de ski de fond, de raquette). La station d'hiver du Mont-Dore est classée parmi les quatre premières stations de ski hors-piste par la qualité et la difficulté de son domaine et a reçu en 2010 les Championnats de France de ski.

### Thermalisme
La ville est connue essentiellement comme station thermale. Les Celtes puis les Romains utilisaient déjà les eaux des monts d'Auvergne pour leurs propriétés sur la santé.
Au Moyen Âge, cette pratique a tendance à disparaître sauf justement au Mont-Dore où l'on continue à soigner les affections pulmonaires et rhumatismales. L'accès était alors gratuit et la fréquentation très populaire.
Au XIXe siècle, le capitalisme naissant commence à s'intéresser à cette richesse naturelle et les stations thermales comme La Bourboule et le Mont-Dore vont se développer surtout à partir de 1830 ; commenceront alors à se créer des casinos, des hôtels, autour des établissements de soins.
Les eaux sont les plus siliceuses de France, elles sont aussi chargées de gaz et d'acide carboniques, leur température est comprise entre 38 et 44 °C.
On y soigne l'asthme, les affections respiratoires et les rhumatismes. Sont également traitées les sinusites et autres affections nasales telles que les polyposes nasosinusienne.
Parmi les curistes célèbres qui ont fréquenté les eaux du Mont-Dore, citons : Madame de Sévigné, le marquis de Mirabeau (père du fameux orateur), Alfred de Musset, Charles Nodier, Honoré de Balzac, Anatole France, Marie de Hohenzollern-Sigmaringen (mère du roi des Belges Albert Ier), Marie de Saxe-Cobourg-Gotha (reine de Roumanie), Marcel Proust, Marie Bashkirtseff, Georges Clemenceau, le maréchal Jean de Lattre de Tassigny, Paul Bourget, Francine Bloch, Emile Zola qui interrompt l'écriture de Germinal pour suivre sa femme Alexandrine qui souffre d'asthme, Jules Vallès et Séverine…
De plus, deux princesses de sang royal français firent des séjours au Mont-Dore dans les premières années du XIXe siècle : la duchesse d'Angoulême, fille de Louis XVI et de Marie-Antoinette, et la duchesse de Berry, belle-fille du roi Charles X. Ces deux dernières possèdent une rue dans la station. Tout comme George Sand qui suivit une dizaine de cures à la fin de sa vie. Celle-ci écrivit un de ses romans, Jean de la Roche, en prenant comme sujet la station du Mont-Dore. De son côté, Anatole France publia Jocaste dont l'action se situe également au Mont-Dore et dans les environs.

### Patrimoine naturel
- Réserve naturelle nationale de Chastreix-Sancy, créée en 2007

### Personnalités liées à la commune
- Claude Antoine Gaspard Riche (1762-1797), naturaliste ;
- Michel Bertrand (1774-1857), médecin fondateur de la station thermale du Mont-Dore ;
- Eugène Scribe (1791-1861), auteur dramatique. Il consacra une de ses pièces (Les Eaux du Mont-Dore, 1822) à la station ;
- Raphaël de Valentin (personnage de fiction). Héros de La Peau de chagrin d'Honoré de Balzac, il vient soigner sa santé déclinante au Mont-Dore où son amante Pauline Gaudin de Witschnau vient le retrouver ;
- Amédée Tardieu (1841-1920), médecin à la station thermale du Mont-Dore qui y consacre de nombreux ouvrages médicaux ;
- Les frères Lumière (Louis : 1864-1948 ; Auguste : 1862-1954) consacrèrent au Mont-Dore deux de leurs films : La Montée du funiculaire et La Sortie des thermes ;
- Armand Sauvagnat (1900-1979), Montdorien de vieille souche, exploitant de cinéma, il fut longtemps président de l'office de tourisme du Mont-Dore. Il est l'auteur de La Fabuleuse Histoire du Mont-Dore, parue en 1962 avec une préface de Valéry Giscard d'Estaing ;
- Joseph Foret (1901-1991), éditeur d'art né au Mont-Dore, connu comme l'éditeur du livre unique L'Apocalypse selon saint Jean, tiré à un exemplaire et aux dimensions impressionnantes ;
- Georges Fontanet (1901-1986), d'origine montdorienne, peintre proche de l'école de Murol, surnommé le peintre du Sancy car il a consacré un grand nombre de ses toiles à ce massif ;
- Pierre Gatignol (1921-2013), pionnier du ski en Auvergne, il est le premier Auvergnat et l'un des premiers de France à obtenir son diplôme de moniteur de ski (le document porte le no 102). Dès 1947, il fonde l'école du ski français du Mont-Dore ;
- Éliane Castelnau  (1923), architecte née au Mont-Dore ;
- Léon Darnis (1928-2023), né à Mont-Dore, député de la 4ème circonscription de Vendée de 1974 à 1978 et maire du Poiré-sur-Vie de 1977 à 2001.
- Denis Collangettes (1945-1999), ce « fou » de montagne fut le premier guide de haute montagne d'Auvergne. Il ouvrit de très nombreuses voies d'escalades au puy de Sancy. Il se tua accidentellement au cours de l'une de ses sorties ;
- Dominique Dimey, née en 1957, d'origine parisienne mais possédant un chalet au Mont-Dore, fille du poète Bernard Dimey, chanteuse, actrice et compositrice ;
- Le skieur Gauthier de Tessières, vice-champion du monde de super G, Clermontois d'origine et qui débuta le ski sur les pistes de la station est devenu, en avril 2013, citoyen d'honneur du Mont-Dore ;
- Emmanuel Guillaume, issu d'une très ancienne famille montdorienne, il est membre du Conseil d'État, auteur d'ouvrages sur la station, le Sancy et sur des thèmes bien précis : la justice, la vie religieuse, la forêt… Parmi ceux-ci, il faut citer Justice seigneuriale dans le massif du Sancy au XVIIIe siècle, L'Eau, la forêt et les hommes au cœur de l'ancienne Auvergne et La Foi des sommets, anciennes familles des montagnes d'Auvergne (ce dernier en collaboration avec Thierry Pibouleau et Thibault Fouris) ;
- Ghislaine Pierrat, Montdorienne par le sang, juriste et docteure en communication politique et économique, auteure du livre La communication n'est pas un jeu paru aux éditions L'Harmattan ;
- Bernard Bellot, journaliste, historien du Mont-Dore, cofondateur du seul journal non communal Le Capucin Bavard apparu en 1996 ;
- Pierre Kalmar, né en 1967, à Montluçon, est un auteur montdorien qui a composé de nombreux ouvrages (nouvelles, romans, guides, etc.), dont certains consacrés au Mont-Dore passé ou actuel. En collaboration avec Denis Chassain, né en 1959, à Clermont-Ferrand, il a écrit trois ouvrages, dont deux qui concernent les cascades du Puy-de-Dôme et d'une partie du Cantal et de la Corrèze.